# Марвин Марвин
Марвин Марвин (англ. Marvin Marvin) — американский научно-фантастический развлекательный сериал, который шёл в эфире с 24 ноября 2012 по 27 апреля 2013 в США. Показ сериала должен был начаться на канале Nickelodeon в 2013, но вышел в свет 24 ноября 2012. На главную роль Марвин Марвина, юного инопланетянина, пытающегося ужиться в мире людей, утвердили Лукаса Крукшенка. 26 июня 2013 Крукшенк сказал, что он ушёл с канала Никелодеон.

## Предыстория
По сюжету инопланетянина-тинейджера по имени Марвин (Лукас Крукшенк), обладающего необычными способностями, родители отправляют с его родной планеты Клутон на Землю с целью спасти его от злых захватчиков. Основные действия происходят в Портленде, штат Орегон, где он постоянно попадает в различные истории. Под руководством его новых земных родителей Бобом (Пэт Финн) и Лиз (Мим Дрю), Марвин пытается стать обычным американским тинэйджером. Социально адаптироваться ему помогают сводные сестра Тери (Виктори Ван Тейл), брат Генри (Джейкоб Бертран) и злонравный дедушка Поп-Поп (Кейси Сандер). Чтобы Марвин не отличался от земных людей, семья и любопытная лучшая подруга Тери, Брайанна (Камиль Спирлен), которая впоследствии узнала секрет Марвина, также должна скрывать, кем он самом деле является.

## Список актёров

### Главные роли
- Лукас Крукшенк в роли Марвина Формана, инопланетянина-подростка с планеты Клутон. В серии «Пилот» он признаётся, что ему 580 лет, и он скрывает свою инопланетную сущность в человеческом обличье. Он способен замораживать и разогревать объекты по желанию, используя пальцы. Также он умеет разговаривать с животными, менять обличье, плавать и успокаивать людей, используя «Клутонианскую Успокаивающую Кисть». В пилотной серии он называет себя Марвин Марвин, потому что Тери не хотела, чтобы он носил её фамилию. Он дважды повторяет Марвин как имя и фамилию, таким образом, появилось название сериала «Марвин Марвин».
- Виктори Ван Тейл в роли Тери Форман, старшая сестра Генри и младшая приёмная сестра Марвина.
- Джейкоб Бертран в роли Генри Формана, младший брат Тери и Марвина; в эпизоде «Бургер на булочке» выясняется, что ему 10 лет. Он никого не слушается, устраивает тайные вечеринки, убегает с уроков, ходит на нудистский пляж во время семейного отдыха.
- Пэт Финн в роли Роберта «Боба» Формана, отец семейства и приёмный отец Марвина.
- Мим Дрю в роли Элизабет «Лиз» Форман, мать семейства и приёмная мать Марвина. Она относится к Марвину также как и собственным детям и по-настоящему заботится о нём.
- Кейси Сандер в роли Джорджа «Поп-Попа», дедушка Тери и Генри, приёмный дедушка Марвина, и отец Лиз. Он очень злонравный и ведёт себя как ребёнок.
- Камиль Спирлен в роли Брайнны, очень верная подруга Тери. Она узнаёт о секрете Марвине в эпизоде «Космическое путешествие».

### Второстепенные роли
- Энджел Амарал в роли Бэна, лучший земной друг Марвина. Он типичный зануда, который не пользуется популярностью. Он быстро стал другом Марвина, когда увидел, что тому трудно найти друзей. У Бена также есть огромная коллекция комиксов.
- Дэннис Этлас в роли Дерека Уинфелда, школьник, который думает, что он лошадь. У него длинный коричневые волосы, и он любит скакать по школе и ржать, как конь.

## Награды
| Год  | Награда                         | Категория                                     | получатель       | Результат | Снск. |
| ---- | ------------------------------- | --------------------------------------------- | ---------------- | --------- | ----- |
| 2013 | Nickelodeon Kids' Choice Awards | Любимый Актёр на ТВ                           | Лукас Крукшенк   | Номинация | [ 5 ] |
| 2013 | Молодой актёр                   | Лучшая актёрская игра — Актриса первого плана | Виктори Ван Тейл | Номинация | [ 6 ] |